# Pollanisus trimacula
Pollanisus trimacula là một loài bướm đêm thuộc họ Zygaenidae. Nó được tìm thấy ở đông nam Queensland và miền đông parts of New South Wales.
Chiều dài cánh trước là 7.5-9.5 mm đối với con đực và 8–9 mm đối với con cái. Có thể có 2 lứa một năm, con trưởng thành bay vào cuối hè và xuân.
Ấu trùng ăn Hibbertia scandens và Hibbertia dentata.